# Eric Tataw
Eric Tataw, de son complet Eric Tataw Tano, aussi appelé Garri Master (en français : Maître de la mutilation), né en 1986 ou en 1987, est un journaliste, militant et leader séparatiste camerounais.

## Biographie

### Origine et débuts
Eric Tataw est originaire de Mamfé, une commune de la région anglophone du Sud-Ouest du Cameroun. Il exerce comme journaliste pour un média en ligne avant de s'installer aux États-Unis.

### Rôle dans la crise anglophone au Cameroun
Eric Tataw se fait connaître sur les réseaux sociaux quand la crise dans les régions anglophones du Cameroun prend une tournure violente et que des groupes prennent les armes pour revendiquer l'indépendance de ces régions qu'ils appellent Ambazonie. Selon un journaliste de Bamenda, l'homme « est entré en scène en 2017. Il était l'un des leaders en exil, incitant et encourageant la jeunesse à agir et coordonnant des attaques, même depuis l'étranger ». Eric Tataw relaie les appels aux « journées villes mortes » et au boycott des écoles publiques.
Des procureurs fédéraux expliquent qu'Eric Tataw vivait dans le Maryland lorsqu'il a publié en ligne des directives demandant aux séparatistes de sectionner des membres, une pratique qu'il appelle le « garring ». Ce qui lui vaut le surnom de « Maître de la mutilation » ou de « Garri Master ». Il utilise l'expression « petit garri » pour désigner l'ablation du doigts ou d'autres petits appendices et l'expression « grand garri » concernant l'arrachage de gros membres ou le meurtre.
La même source judiciaire précise : « Dès avril 2018, Tataw a conspiré pour fournir un soutien matériel et des ressources – notamment de l'argent, des armes et du personnel – aux Amba Boys au Cameroun, et a appelé au meurtre, à l'enlèvement et à la mutilation de civils camerounais ». Des armes à feu, munitions et explosifs sont notamment cités. Les procureurs du Maryland ajoutent qu'« une campagne de financement, baptisée 'Campagne nationale AK', a été conçue pour équiper chaque Amba Boy au Cameroun d'un fusil AK-47. De septembre 2018 à décembre 2020 environ, Tataw et ses complices ont collecté plus de 110.000 dollars ». Ils ajoutent que : « Tataw a également, à plusieurs reprises, revendiqué personnellement la responsabilité des meurtres, enlèvements et mutilations de civils commis par les Amba Boys en lien avec la cause des séparatistes ».

## Affaire judiciaire

### Arrestation et relaxation en 2022
En décembre 2022, Eric Tataw est arrêté avant d'être relaxé par le FBI.

### Arrestation et comparution en 2023
En septembre 2023, Eric Tataw est de nouveau arrêté pour fraude bancaire et comparaît devant la justice.

### Inculpation
Le 25 avril 2025, Eric Tataw est inculpé pour conspiration en vue de fournir un soutien matériel à des groupes séparatistes armés au Cameroun et d'avoir proféré des menaces visant à blesser ou à kidnapper des civils camerounais. Il encourt jusqu'à 15 ans d'emprisonnement pour « soutien matériel » et cinq d'emprisonnement pour « communications menaçantes visant à blesser ou kidnapper ».